# 田丸謙二
田丸 謙二（たまる けんじ、1923年11月2日 - 2020年7月22日）は、日本の化学者、理学博士。専門は触媒化学および表面化学。父はフリッツ・ハーバーに師事し、東京工業大学や学術振興会の設立にも携わった田丸節郎。娘は藤原美子。教え子に環境工学者の中西準子がいる。

## 来歴
1946年9月に、東京帝国大学理学部・化学科を卒業した。1950年10月に東京大学より理学博士の学位を取得した。
1951年4月、横浜国立大学工学部・助教授となり、1959年4月に教授に昇進した。この間、1953年10月から1956年5月まで、プリンストン大学（米国）にポスドクとして留学している。
1963年10月に東京大学理学部化学科に移る。東京大学では1973年10月から1976年3月まで、評議員を務めた。1976年4月に理学部長となる（1979年3月まで）。また大学と兼任の形で同月より理化学研究所の主任研究員も務めた（1984年3月まで）。
1981年4月に東京大学の総長特別補佐（副学長）に就任した（在任は1983年3月まで）。
1984年3月で東京大学を定年退官し（5月に名誉教授）、4月に東京理科大学理学部に移る。
1995年4月、山口東京理科大学基礎工学部・教授・学部長となる（1999年3月まで）。 
1999年10月から12月まで、国際高等研究所フェローを務めた。
ノーベル財団が公表したノミネートリストにより、1973年にノーベル化学賞のノミネートを受けていたことが明らかになっている。

## 委員
- 1979年12月 - 1984年12月 日米教育委員会・委員
- 1981年3月 - 1983年2月 日本化学会化学教育部会・会長
- 1982年6月 - 1991年6月 ユネスコ（国際化学連合）国内委員会・委員
- 1984年7月 - 1988年7月 国際触媒学会・会長[1]
- 1987年1月 - 1987年12月 日本触媒学会・会長
- 1989年3月 - 1990年2月 日本化学会・会長
- 1986年7月 - 1989年７月 日本学術会議・第4部長
- 1989年6月 - 1995年6月 日本学術会議化学研究連絡委員会・委員長

## 受賞
- 1964年12月 松永賞（松永記念科学振興財団）
- 1974年4月 日本化学会賞[1]
- 1986年11月 紫綬褒章
- 1999年4月 勲二等瑞宝章
- 1999年7月 工業教育賞（工学教育協会）
- 2000年6月 日本学士院賞[1]